# 質量投射器

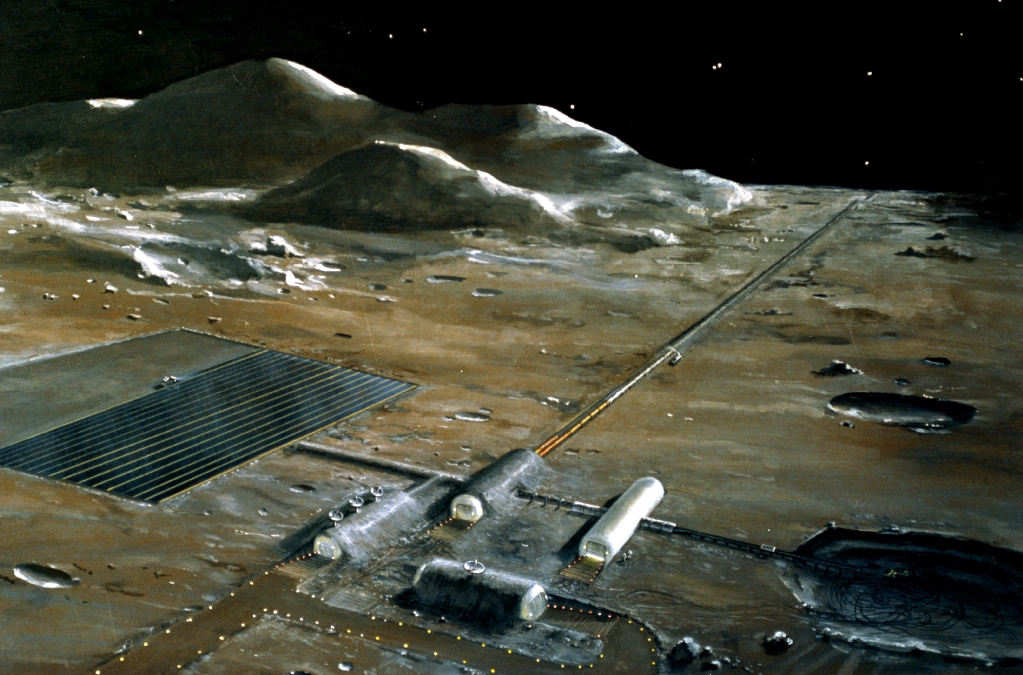
畫家繪製的設置於月球上質量投射器想像圖

質量投射器，亦稱質量加速器（Mass Driver），是一種利用電磁加速工具，基本原理是利用反覆變化的電磁場來讓已磁化的物體加速並投射出去。原理和磁浮列車以及磁軌砲（電磁砲）相類似。

## 歷史
質量投射器最初的理論出現於1897年的科幻小說《往金星的旅程》（A Trip to Venus），作者為John Munro。書中把質量投射器命名為電子鎗（Electric gun），其形容為利用大量線圈在適當的時間改變磁性來得到發射物的加速。而加速度可以控制在發射物能承受的程度。電子鎗最理想的架設地點為山區，使電子鎗成一個角度射出帶人的坐艙。坐艙另外會有火箭等裝備作出發射後的姿態調整。
質量投射器於1976年出現測試原型機：Mass Driver 1，主要由美國的太空研究學院興建。其作用主要為測試電磁投射器的特性和實用性。
電磁投射器有兩種方式可以作為太空船的推進裝置。第一種固定式的裝置為地面的巨型建設，直接把太空船加速投射。另一種方式則作為太空船上搭載的噴射裝置，把大質量的物體投射出太空船外以取得其反作用力作為推進之用。

## 固定式的質量投射器
因為地球的重力，使得興建質量投射器有著不少的困難。而且在濃密的大氣圈中除了會因為空氣阻力而使投射出去的物體減速外，同時亦會使太高速的物體在空氣磨擦下產生難以承受的高熱，因此難以達到第一宇宙速度（7.9 km/s）。因此計劃多為把固定式的質量投射器設置在月球這些沒有大氣層的小型星體上面。
這些在月球或小行星上設置的質量投射器計劃多為太空建設的一環，例如在拉格朗日點興建太空殖民衛星的計劃就有從月球設置質量投射器發射月球挖掘到的資源的計劃。

## 太空船搭載的質量投射器
因為質量投射器幾乎可以投射任何有質量的物質，因此在有著穩定電能供給的長距航行太空船上是一種頗為理想的選擇。利用質量投射器就能使用任何在宇宙取得的質量作為推進劑。
因為電能的輸出要多及穩定，因此現階段都以核動力的太空船為配搭設計。
這種太空船的缺點則是其投射出去的物質會以非常危險的速度前進，使得這種推進方式難以被使用在固定航道上面。對應的理論現在主要以只能發射粉狀物為主。但是因為動能還是存在，所以對該軌道的影響還是存在。更加主動的理論則是把質量以超越第三宇宙速的速度發射出去，好讓其脫離太陽系的重力圈。

## 混合式的質量投射器
還有一種做法則為固定式的質量投射器把推進質量投射到太空船上面，太空船上的質量投射器再把這些質量發射出去。這樣的情況下，太空船就不必要自己去找尋投射的質量。這種系統還能夠同時輸送其他有用物資到太空船上，例如作為電力來源的燃料或核源料。

## 科幻作品中的質量投射器
- 質量投射器 (GUNDAM) UC
- 質量投射器 (GUNDAM) CE
- 質量投射器 (GUNDAM) Seed
- 機甲戰記威龍的熔岩炮
- 星界系列，巡查艦維希級、羅斯級、卡伍級以及襲擊艦珂維級搭載的電磁投射砲
- 重裝武器,「破壞信使」的主炮
- 86—不存在的戰區—，電磁加速砲

## 外部連結
- Electromagnetic Guns （页面存档备份，存于） - a page describing research into linear motors at MIT
- Electromagnetic Launch of Lunar Material
- New Scientist: Huge 'launch ring' to fling satellites into orbit （页面存档备份，存于） - article about research into a circular mass driver (October 2006)